# تربيع الدائرة

مسألة تربيع الدائرة، مساحة المربع تساوي مساحة الدائرة.

مسألة تربيع الدائرة هي مسألة طرحت من قبل علماء الرياضيات الإغريق.
تطرح المسألة تحدي إنشاء مربع له مساحة مساوية لمساحة دائرة معطاة باستخدام عدد منته من إنشاءات الفرجار والمسطرة.
تم برهنة استحالة هذا الإنشاء في عام 1882 على اعتبار أن العدد باي هو عدد متسام أي أنه ليس جذر أي متعدد حدود له معاملات كسرية.

## الاستحالة
من المستحيل إيجاد مربع تساوي مساحته مساحة الدائرة وذلك لأن مساحة الدائرة تعطى بالعلاقة π r * r
بما أن العدد π هو عدد متسام فإنه عدد غير جبري (غير منته فعليا) وبالتالي فإننا لا نستطيع إيجاد مساحة دائرة ما وبدقة كما أننا لا نستطيع إيجاد عدد X يحقق X * X = π تماما. وبالتالي لا نستطيع إيجاد مربع ودائرة متساويين مساحةً.